# Helene Bockhorst
Helene Bockhorst (Hamburg-Harburg, 14 november 1987) is een Duitse cabaretière en schrijfster.

## Levensloop
In 2005 kreeg Bockhorst een beurs van het Literatur Labor Wolfenbüttel (Literatuurlaboratorium Wolfenbüttel, stimuleerde jonge schrijvers).
In 2007 voltooide zij haar gymnasiumopleiding aan het Gymnasium Neu Wulmstorf.
In 2014 haalde ze een masterdiploma in journalistiek en communicatiewetenschappen aan de Universiteit Hamburg.
Tijdens haar studie kreeg zij een beurs van de Studienstiftung des deutschen Volkes.
Van maart 2014 tot november 2017 werkte ze op de redactie van het tijdschrift DW Die Wohnungswirtschaft van de Haufe-Gruppe.
In april 2017 begon ze op te treden bij comedyshows; eind 2017 zegde ze haar baan op om zich geheel aan haar optredens te kunnen wijden.
Samen met Henning Mehrtens verzorgt Helene Bockhorst sinds mei 2018 haar eigen show Poetry Schlamassel bij het Schmidt Theater aan de Hamburgse Reeperbahn.
Vanaf oktober 2018 toerde ze door Duitsland, Oostenrijk en Zwitserland met haar eerste avondvullende soloprogramma Die fabelhafte Welt der Therapie.
In oktober 2019 werd het complete soloprogramma opgenomen in Quatsch Comedy Club voor betaaltelevisiezender Sky 1.
In oktober 2019 kreeg ze haar eigen rubriek genaamd Fisch Ferliebt in de wekelijkse satireshow Gunze - Garantiert Unzensiert op omroepzender Tele 5.
Haar debuutroman Die beste Depression der Welt werd in maart 2020 gepubliceerd door uitgeverij Ullstein Verlag.
In juni 2021 werd een comedyspecial van een half uur uitgebracht in de ZDF Mediathek.
In oktober 2021 werd nog een special van een half uur uitgebracht in het kader van het 3sat Festival.
Sinds september 2021 is ze op tournee met haar tweede soloprogramma Die Bekenntnisse der Hochstaplerin Helene Bockhorst.
Ook werd in september de podcast Quatsch Comedy Club, verzorgd door Bockhorst en Christian Schulte-Loh, uitgebracht op Audible.

## Ontvangst
Thomas Herrmanns noemde Helene Bockhorst op Das! (van omroep NDR) een nieuwe komedie-ontdekking.
"Er zijn van die momenten, van die doorbraakacts, waarvan je weet: dit wordt een ster. (...) En ik heb duizenden stand-ups gezien in mijn leven, dus je kunt me nauwelijks ergens mee verrassen. Maar als iemand met iets nieuws komt, een nieuwe combinatie (...) zoals Helene Bockhorst, zij is echt, echt, echt geweldig op dit moment. Ze staat daar, heel stil, bijna verlegen, en ze heeft zulke goede teksten, en dan verheug ik me (...)".
Een uitvoerig portret van Bockhorst verscheen in Zeit Campus van juni 2018. Het artikel belichtte haar snelle carrière: "Bockhorst zit nog geen jaar in het vak - en is eigenlijk al een volwaardig professional. (...) Terwijl andere jonge cabaretiers bedelen om optredens of jarenlang heen en weer pendelen tussen onbetaalde open-mic-sessies, is Helene Bockhorst in trek."
Ook haar open benadering van taboe-onderwerpen werd genoemd: "Helene Bockhorst praat over dingen waar de meesten van ons niet over zouden praten. (...) Hoewel dat donker en deprimerend is, amuseren de mensen zich." - Oskar Piegsa, Time Campus.
Webradiostation Detektor.fm meende een tragikomische trend te bespeuren, en noemde Bockhorst de "nieuwe ster van de mislukking". 3sat.de noemde haar de "vallende ster van het toneelamusement".
Het Hamburger Abendblatt wees op het contrast tussen de uiterlijke verschijning en de inhoud van haar programma: "Ze lijkt zo verlegen, maar ze heeft knalharde teksten. Met de brutale Helene kan men zich verheugen op de pareltjes die nog op komen duiken."
De Badische Zeitung schreef over haar tweede soloprogramma Die Bekenntnisse der Hochstaplerin Helene Bockhorst: "Aan het eind van de avond is het voor het publiek echter duidelijk dat deze vrouw geen bedriegster is. Zij verdient het om op het podium te staan en is een verrijking van het culturele landschap. De mix van humor, repliek en diepe inzichten in haar leven en ervaringen zorgt voor een bijzonder moment van nabijheid."

## Waardering en prijzen
- 2005: Studiebeurs van het Literatur Labor Wolfenbüttel
- 2006: Wannseeforum literatuurprijs
- 2011: Meike Schneider literatuurprijs
- 2018: 1e plaats bij de Hamburger Comedy Pokal
- 2018: Finalist bij de Prix Pantheon
- 2022: Kleinkunstprijs Baden-Württemberg

## Publicaties
- 2020: Die beste Depression der Welt. (roman)
- 2018: Wir üben noch. in: Blut ist dicker als Glühwein.
- 2017: Regelmatige bijdragen in de rubriek Vom Fachmann für Kenner. in satirisch magazine Titanic
- 2016: Tien korte verhalen in: Eine Kugel Strappsiatella, bitte! 555 unfreiwillig komische deutsche Geschichten.
- 2011: Die Grenze zwischen Wahrheit und Lüge. in: Über Grenzen, Neukirchener Aussaat
- 2006: Entwurf einer jungen Frau. in: Jahresbericht des Wannseeforums 2006. [2]
- 2006: Der Fischreiher, Die Frau des Forschers, „Marktgedanken“ & andere Texte. in Destillate,

## Televisie
2018
- Pufpaffs Happy Hour, 3sat
- Trepper und Feinde, NDR
- NDR Comedy Contest, NDR
- Comedy ohne Karsten, MDR
- PussyTerror TV, ARD
- Prix Pantheon, WDR
- Vereinsheim Schwabing, BR
- Stand Up 3000, Comedy Central Germany
- Das große Kleinkunstfestival der Wühlmäuse, RBB
- Satire Deluxe Stand-Up!, WDR
- Quatsch Comedy Club TV-Aufzeichnung, Sky
- Comedy Cuisine, One
- Pratersterne, ORF
- RTL Comedy Grand Prix 2018, RTL

2019
- Genial daneben – das Quiz, SAT.1
- HumorZone 2019 – Die Gala, MDR
- Die Comedy Bar, SWR
- Stuttgarter Besen 2019, SWR
- Stand Up! Mixed Show, Schweizer Fernsehen
- Roast Battle, Comedy Central Germany
- Olafs Klub, MDR
- GUNZE – Garantiert Unzensiert, TELE 5
- Mitternachtsspitzen, WDR
- Quatsch Comedy Club TV-Aufzeichnung, Sky
- Satire Battle, 3sat
- Comedy@Sky – Helene Bockhorst Live! – Die fabelhafte Welt der Therapie
- Mario Barth & Friends, RTL
- Die Florian Schroeder Satireshow, hr / ONE / rbb

2020
- Kölner Treff, ARD
- Die Quatsch Adventsparty, SKY

2021
- New Talent Show, SRF
- Stand Up Comedy Special, ZDF
- Die Bekenntnisse der Hochstaplerin Helene Bockhorst, 3sat Festival